# Abaza (město)
Abaza (chakasky i rusky Абаза́) je město v Chakasii v Ruské federaci. Při sčítání lidu v roce 2010 měla přes sedmnáct tisíc obyvatel.

## Poloha
Abaza leží na řece Abakanu (přítok Jeniseje) ve vzdálenosti přibližně 150 kilometrů jihozápadně od Abakanu, hlavního města republiky.
Z Abakanu přes Abazu a dále na jih přes Západní Sajan vede silnice A 161 do Ak-Dovuraku v Tuvě. Z města Askiz na severu je do Abazy přivedena také železnice, vedoucí údolím řeky Abakan.